# خافي ألونسو
خافي ألونسو (بالإسبانية: Javier Alonso Bello) هو لاعب كرة قدم إسباني في مركز الوسط، ولد في 1 أغسطس 1998 في أديخي في إسبانيا. لعب مع نادي تينيريفي.

## وصلات خارجية
- خافي ألونسو على موقع قاعدة بيانات كرة القدم.إي يو (الإنجليزية)
- خافي ألونسو على موقع Soccerway.com (الإنجليزية)